# Storia della politica estera statunitense
La storia della politica estera statunitense è una breve panoramica dei maggiori eventi che riguardano la politica estera degli Stati Uniti dalla guerra d'indipendenza americana al presente. Le maggiori tematiche riguardano il divenire dell'"Impero della libertà", l'avanzamento della democrazia, l'espansione sul continente, il supporto al liberal internazionalismo, la partecipazione alle due guerre mondiali e alla guerra fredda, il contrasto al terrorismo internazionale, lo sviluppo e lo sfruttamento del terzo mondo e la costruzione di una potente economia mondiale.

## La nuova nazione, 1776–89
Dalla costituzione degli Stati Uniti da un punto di vista regionale e non globale, ma con un ideale di creazione a lungo termine di un "impero della libertà".
L'alleanza economico-militare con la Francia nel 1778, che condusse Spagna e Olanda a combattere i britannici, mutò la guerra rivoluzionaria americana in una guerra mondiale, nella quale la flotta britannica così come la sua supremazia militare, furono neutralizzate. I diplomatici, specialmente Franklin, Adams e Jefferson, assicurarono il riconoscimento dell'indipendenza americana e ampi prestiti al nuovo governo nazionale. Il trattato di Parigi del 1783 fu particolarmente favorevole nei confronti degli Stati Uniti che ebbero la possibilità di espandersi ulteriormente verso ovest, in direzione del fiume Mississippi.
Lo storico Samuel Flagg Bemis era il massimo esperto di storia diplomatica. Secondo quanto affermato da Jerold Combs:
La diplomazia della Rivoluzione americana di Bemis, pubblicata originariamente nel 1935, è ancora un lavoro di riferimento sul tema. Enfatizzava il pericolo del coinvolgimento americano nelle dispute europee. La diplomazia europea nel XVIII secolo era "marcia, corrotta e perfida", segnalava Bemis. Il successo diplomatico americano derivava dallo stare alla larga dalla politica europea e raccogliere i vantaggi dal conflitto europeo. Franklin, Jay, e Adams avevano fatto proprio questo durante la rivoluzione e come conseguenza avevano conquistato la più grande vittoria degli Annali della diplomazia americana. Bemis riconosce che l'alleanza con la Francia era stata necessaria per vincere la guerra. Egli, comunque rimpiange il fatto che avesse condotto al coinvolgimento con "il malevolo regno della diplomazia europea". Vergennes (il ministro degli affari esteri francese) era piuttosto favorevole a condurre l'America ad un "abattoir" (mattatoio) dove porzioni degli Stati Uniti potevano essere smembrati se questo risultasse favorevole agli interessi della Francia.
Gli affari della politica estera americana dall'indipendenza nel 1776 alla nuova Costituzione nel 1789 furono gestiti in riferimento agli Articoli della Confederazione scritti direttamente dal Congresso fino a quando il nuovo governo decise di costituire un dipartimento degli affari esteri e l'ufficio del segretario degli affari esteri il 10 gennaio 1781.

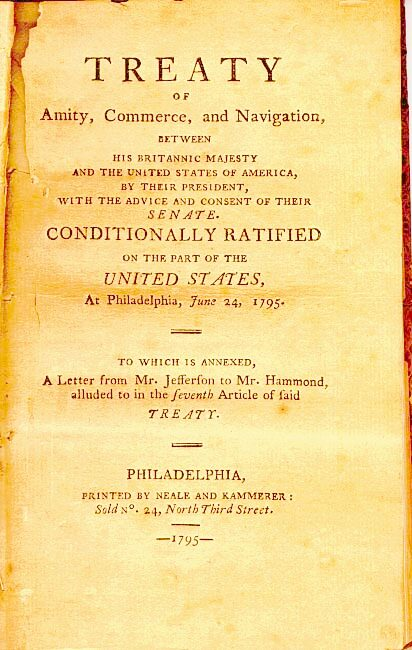
Il trattato di Jay del 1795 allineava gli Stati Uniti più alla Gran Bretagna che alla Francia portando la polarizzazione nella politica interna.

## Prima era nazionale: 1789–1800
Il gabinetto del Dipartimento degli affari esteri fu creato nel 1789 dal Primo Congresso. Fu presto rinominato Dipartimento di Stato e cambiò il titolo del segretario degli affari esteri in segretario di Stato; Thomas Jefferson ritornò dalla Francia appositamente per assumere questa carica.
Quando la Rivoluzione Francese portò alla guerra nel 1793 tra la Gran Bretagna (principale partner economico americano), e la Francia (vecchio alleato, con un trattato ancora in vigore), Washington e il suo governo decisero per una politica di neutralità. Nel 1795 Washington appoggiò il trattato di Jay, ideato dal segretario del tesoro, Alexander Hamilton per evitare la guerra con la Gran Bretagna ed incoraggiare il commercio. I sostenitori di Jefferson si opposero strenuamente al trattato, ma il sostegno di Washington risultò essere decisivo, e gli Stati Uniti e la Gran Bretagna mantennero un rapporto amichevole per un decennio. La disputa nella politica estera, comunque, polarizzò i partiti nella politica interna, portando alla nascita del primo sistema partitico.
In un "Messaggio di addio" che divenne parte delle fondamenta politiche del paese, il presidente George Washington, nel 1796 si pronunciò contro il coinvolgimento in affari stranieri:
«L'Europa ha una serie di interessi primari, che con noi hanno un rapporto piuttosto remoto, se non quasi nullo. Quindi, questa deve essere coinvolta in una serie di controversie, le cui cause sono essenzialmente estranee rispetto alle nostre preoccupazioni. Perciò è molto imprudente da parte nostra farci coinvolgere, da falsi legami, nelle vicissitudini ordinarie della sua politica, o le ordinarie combinazioni o scontri delle sue amicizie o inimicizie. La nostra situazione, distaccata e distante, ci invita e ci permette di seguire un percorso differente».
Dal 1797, i francesi stavano apertamente confiscando le navi americane, portando allo scoppio di una guerra non dichiarata nota come la quasi guerra del 1798-99. Il presidente John Adams tentò la via diplomatica ma fu un fallimento. Nel 1798, i francesi chiesero ai diplomatici americani il pagamento di cospicue tangenti per poter incontrare il ministro degli esteri Talleyrand, gli americani però si rifiutarono. I repubblicani sostenitori di Jefferson, sospettosi nei confronti di Adams, richiesero la documentazione che Adams aveva rilasciato usando X, Y e Z come nomi in codice per identificare i diplomatici francesi. L'affare XYZ fece scoppiare un'onda di sentimento nazionalistico. Messo con le spalle al muro, il Congresso americano approvò il piano di Adams per organizzare la marina. Adams firmò con riluttanza gli Alien and Sedition Acts come misure del tempo di guerra. Adams ruppe con l'ala dei sostenitori di Hamilton del Partito Federalista e concluse la pace con la Francia nel 1800.

## L'era di Jefferson: 1801–48
Thomas Jefferson immaginava l'America come la forza dietro un grande "Impero della Libertà", capace di promuovere il repubblicanesimo e contrastare l'imperialismo dell'Impero britannico. L'acquisto della Louisiana del 1803, esito di un accordo da 15 milioni di dollari con Napoleone Bonaparte, incrementò del doppio le dimensioni della crescente nazione aggiungendo una grande parte del territorio a ovest del fiume Mississippi, dando l'opportunità di aprire milioni di aziende agricole per i piccoli proprietari terrieri e contadini idealizzati dalla democrazia jeffersoniana.
Il presidente Jefferson nell'atto dell'embargo del 1807 proibi il commercio sia con la Francia che con la Gran Bretagna, ma la sua politica, vista per lo più come a favore degli interessi agrari piuttosto che degli interessi commerciali, fu assai impopolare nel New England e inefficace nel placare i comportamenti scorretti da parte delle navi da guerra britanniche.

### Guerra del 1812

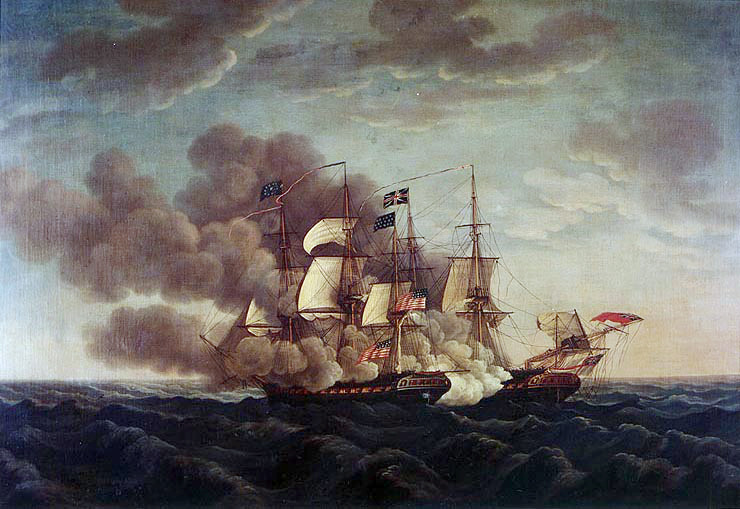
La USS Constitution sorprese gli analisti con un'importante vittoria sulla HMS Guerriere nel 1812.

In un primo momento, i sostenitori di Jefferson erano profondamente sospettosi nei confronti degli inglesi dal momento che gli inglesi sospesero gran parte del commercio americano con la Francia e costrinsero all'arruolamento nella Royal Navy di 6000 marinai imbarcati su navi americane che reclamavano la cittadinanza americana. L'onore statunitense fu umiliato dall'attacco inglese alla nave da guerra Chesapeake nel 1807.
A ovest, gli Indiani, supportati dall'Inghilterra (ma non sotto il suo controllo) fecero imboscate e incursioni per uccidere i colonizzatori, ritardando quindi l'espansione degli insediamenti di frontiera nel Midwest, Ohio e Michigan specialmente).
Nel 1812 la diplomazia divenne inutile e gli Stati Uniti dichiararono guerra alla Gran Bretagna. La guerra del 1812 fu segnata dalla disorganizzazione e da una serie di fiaschi militari da ambo le parti. Questa si concluse con il trattato di Gand nel 1815. Militarmente si concluse con una situazione di stallo dal momento che entrambe le parti fallirono nei loro tentativi di invasione, ma la Royal Navy riuscì a bloccare l'accesso ai litorali arrestando così il commercio americano (fatta eccezione per i rifornimenti di contrabbando nel Canada britannico). Gli inglesi conseguirono comunque il loro obiettivo di sconfiggere Napoleone, mentre le armate americane sconfiggevano l'alleanza indiana che era sostenuta dalla Gran Bretagna, ponendo fine all'obiettivo di guerra inglese di stabilire una nazione indiana di confine, favorevole alla Gran Bretagna nel Midwest. Gli inglesi smisero di arruolare forzatamente i marinai americani e il commercio con la Francia (ora un'alleata della Gran Bretagna) ripresero, così le cause che avevano condotto alla guerra furono messe da parte. In particolare dopo la grande vittoria americana alla Battaglia di New Orleans, gli americani si sentirono orgogliosi e trionfanti per aver vinto la loro "seconda guerra di indipendenza". I generali vittoriosi, Andrew Jackson e William Henry Harrison divennero anche eroi politici.
Dopo il 1815, le tensioni diminuirono di intensità lungo il confine tra Stati Uniti e Canada, portando a scambi amichevoli e in linea di massima a buoni rapporti. Le questioni confinarie venivano risolte con mezzi pacifici. Sia gli Stati Uniti che il Canada conobbero un'ondata di nazionalismo e orgoglio nazionale dopo il 1815 che portarono gli Stati Uniti verso una democrazia più sviluppata e gli Inglesi a rinviare il progetto democratico in Canada.
Dopo il 1780 gli Stati Uniti aprirono le loro relazioni con i paesi dell'Africa settentrionale e con l'Impero ottomano.

### L'America Latina
In contrapposizione alle nuove dichiarazioni di indipendenza delle colonie spagnole nell'America Latina, a inizio del XIX, gli Stati Uniti vararono la dottrina Monroe nel 1823. Questa politica era improntata sull'opposizione dell'intervento europeo nelle Americhe e lasciava un segno indelebile nelle mentalità dei successivi leader americani. Il fallimento della Spagna per la colonizzazione o il controllo della Florida, portarono all'acquisto della stessa da parte degli Stati Uniti nel 1819. John Quincy Adams era il diplomatico di maggior rilievo in quel periodo.
Nel 1846, dopo un inteso dibattito nel quale i democratici favorevoli all'espansionismo prevalsero sui whigs, gli Stati Uniti annessero la Repubblica del Texas. Il Messico non riconobbe mai che il Texas aveva ottenuto l'indipendenza e questo promise guerra perché gli Stati Uniti avrebbero dovuto renderlo parte del loro territorio. Il presidente James K. Polk risolse pacificamente una disputa confinaria con la Gran Bretagna per l'Oregon e, successivamente, inviò pattuglie dell'esercito americano nell'area contesa del Texas. Questo fu la miccia che fece scoppiare la guerra messico-statunitense che gli americani riuscirono a vincere con facilità. Come esito del trattato di Guadalupe Hidalgo del 1848, gli Stati Uniti acquisirono il controllo che comprendeva la California, l'Arizona e il Nuovo Messico, e i residenti di origine ispanica ricevettero la piena cittadinanza americana.

## La guerra civile
Tutte le nazioni erano ufficialmente neutrali nel corso della guerra civile americana, e nessun Paese riconobbe la Confederazione. Questo rappresentò una notevole conquista diplomatica per il segretario di Stato Seward e l'amministrazione Lincoln. La Francia, guidata da Napoleone III, aveva invaso il Messico e vi aveva instaurato un regime fantoccio con la speranza di rendere nulla l'influenza americana. La Francia, quindi, incoraggiò la Gran Bretagna verso una politica di buoni uffici suggerendo che entrambe avrebbero dovuto riconoscere la Confederazione. Lincoln più volte ribadì che questo avrebbe significato la guerra. L'industria tessile britannica dipendeva dal cotone proveniente dagli Stati del Sud ma aveva scorte che gli permettevano di tenere operativi i mulini per un anno e in ogni caso sia gli industriali che i lavoratori avevano pochissimo peso nella gestione della politica britannica. Essendo consapevoli che la guerra avrebbe limitato drasticamente i carichi di cibo americano, avrebbe portato la devastazione della flotta commerciale inglese e avrebbe portato ad un'immediata perdita del Canada, la Gran Bretagna, con la sua potente marina militare, si rifiutò di proseguire con gli schemi delineati dai francesi.
La politica estera di Lincoln nel 1861 fu carente nel risultare attraente agli occhi dell'opinione pubblica europea. I diplomatici dovevano spiegare che gli Stati Uniti non erano impegnati a far terminare la schiavitù e dall'altro canto dovevano ripetere ragionamenti legalisti sull'incostituzionalità della secessione. I portavoce della Confederazione, invece, erano molto più popolari ignorando il tema della schiavitù e concentrandosi, invece, sulla loro lotta per la libertà, sul loro impegno per il libero mercato e sul ruolo essenziale che il cotone rivestiva nell'economia europea. Oltre a ciò, l'aristocrazia europea era "assolutamente gioiosa di affermare che la debacle americana era una riprova che l'intero esperimento del governo popolare aveva fallito. I leader dei governi europei accoglievano con favore la frammentazione della ascendente Repubblica americana"
L'opinione dell'élite in Gran Bretagna tendeva a favorire la Confederazione, mentre l'opinione pubblica era favorevole agli Stati Uniti. Il commercio su larga scala continuava in ambo le direzioni, sia dagli Stati Uniti che con le navi americane trasportavano cereali alla Gran Bretagna mentre la Gran Bretagna inviava oggetti industriali e munizioni. L'immigrazione verso gli Stati Uniti non si arrestò. Il commercio britannico con la Confederazione fu limitato a piccole quantità di cotone che arrivava in Gran Bretagna e alcune munizioni che venivano introdotte grazie a numerosi e piccoli forzi al blocco navale. La strategia dei Confederati per assicurarsi l'indipendenza era per lo più basta sulla speranza dell'intervento militare di Gran Bretagna e Francia, ma la diplomazia della Confederazione si rivelò inappropriata. Con l'annuncio del Proclama di Emancipazione nel settembre 1862, il conflitto si tramutò in una guerra contro la schiavitù che godeva dell'appoggio di gran parte degli inglesi.
Una contesa diplomatica piuttosto grave scoppiò con gli Stati Uniti per l' "affare Trent" verso la fine del 1861. L'opinione pubblica nell'Unione chiamava a gran voce la guerra contro la Gran Bretagna ma Lincoln rinunciò e rimandò indietro i diplomatici che la sua marina aveva illegalmente sequestrato.
I finanzieri britannici costruivano e gestivano gran parte dei forzi al blocco navale, spendendo centinaia di milioni di sterline per questi; ma questo era legale e non fu causa di gravi tensioni. Questi erano assunti dai marinai e ufficiali in congedo dalla marina militare britannica. Quando la marina americana bloccò uno di quei rapidi forzi al blocco navale, vendette la nave e il carico come premio in denaro per i marinai americani e, successivamente, rilasciò l'equipaggio.
Un problema di lunga durata fu rappresentato dal cantiere navale inglese (John Laird e Figli) che stava costruendo due navi da guerra per la Confederazione, incluse la CSS Alabama, nonostante le veementi proteste da parte degli Stati Uniti. La controversia fu risolta al termine della guerra civile nella forma delle "Alabama Claims" nelle quali agli Stati Uniti furono concessi 15,5 milioni di dollari in un procedimento arbitrale da parte di un tribunale arbitrale per i danni causati dalle navi da guerra a costruzione inglese.
Alla fine, queste istanze del coinvolgimento britannico non spostarono né il risultato della guerra né trascinarono le due parti in un conflitto. La missione diplomatica capeggiata dal ministro Charles Francis Adams, Sr. ebbe molto più successo rispetto alle missioni della Confederazione che non furono mai ufficialmente riconosciute.
Lo storico Don Doyle ha affermato che la vittoria dell'Unione ha avuto un enorme impatto sul corso della storia globale. La vittoria dell'Unione ha dato vigore alle forze popolari-democratiche. Una vittoria della Confederazione, dall'altro canto, avrebbe significato una rinascita della schiavitù, non della libertà. Lo storico Fergus Bordewich, condividendo quanto già detto da Doyle, affermò che:
«La vittoria del Nord ha consolidato la durevolezza del governo democratico. L'indipendenza della Confederazione, dall'altro canto, avrebbe stabilito un modello americano per la politica reazionaria e basata sulla repressione delle altre razze che avrebbe probabilmente steso un'ombra internazionale sul ventesimo secolo e forse anche oltre».

### Gli aggiustamenti del dopoguerra
Le relazioni con la Gran Bretagna (e il Canada) erano tese; il Canada non era interessato a concedere alla Confederazione di fare irruzione nel Vermont. La Confederazione entrò in gioco nel 1867, in parte come mezzo per rispondere alla sfida americana senza dipendere dalle forze armate britanniche.
Gli Stati Uniti volsero lo sguardo altrove quando degli attivisti irlandesi noti come i Feniani tentarono e fallirono di conquistare il Canada nel 1871. Il processo di arbitrato delle Alabama claims fornì l'opportunità per una soddisfacente riconciliazione. I britannici pagarono agli Stati Uniti 15,5 milioni di dollari per i danni economici causati dalle navi confederate acquistate dagli stessi inglesi. Il Congresso pagò la Russia per l'acquisto dell'Alaska nel 1867 ma rigettò la proposta per attuare ulteriori espansioni, come la proposta del presidente Ulysses Grant volta ad acquistare la Repubblica Dominicana.

## James G. Blaine
James G. Blaine, un politico Repubblicano di spicco (perse la candidatura a presidente nel 1884), fu un segretario di Stato particolarmente moderno per gli anni '80 dell'Ottocento. Entro il 1881 aveva completamente abbandonato le alte tariffe doganali tipiche del protezionismo e sfruttò la sua posizione in quanto segretario di Stato per promuovere un commercio più libero, specialmente nell'emisfero occidentale. Le motivazioni a tal proposito erano duplici: per prima cosa, il sospetto di Blaine nei confronti dell'interferenza britannica nelle Americhe non era venuto meno, ed egli vedeva nell'aumento dei commerci con l'America Latina la strada migliore per evitare che la Gran Bretagna dominasse la regione. In secondo luogo, egli era convinto che incoraggiando le esportazioni avrebbe aumentato il livello della prosperità in America. Il presidente Garfield condivideva la visione del suo segretario di Stato, così Blaine convocò una Conferenza Panamericana nel 1882 per risolvere le dispute sorte tra le nazioni dell'America Latina e che servisse anche da forum per trattative volte ad aumentare il commercio. Allo stesso tempo Blaine auspicava di negoziare la pace per la guerra del Pacifico, combattuta da Bolivia, Cile e Perù. Blaine cercava di espandere l'influenza americana anche in altre aree, sia invocando la rinegoziazione del trattato di Clayton-Bulwer affinché fosse consentito agli Stati Uniti di costruire un canale attraverso Panama senza il coinvolgimento britannico, così come cercando di ridurre l'influenza inglese nel Regno delle Hawaii che godeva di una posizione strategica. I suoi piani per il coinvolgimento degli Stati Uniti nel mondo si estendevano ben oltre l'emisfero occidentale dal momento che auspicava trattati commerciali con la Corea e il Madagascar. Comunque, nel 1882, un nuovo segretario rovesciò completamente le iniziative di Blaine rivolte all'America Latina.
Nuovamente segretario di Stato con il presidente Benjamin Harrison, Blaine lavorò per rinsaldare i legami con il Regno delle Hawaii e patrocinò un programma per unire tutte le nazioni indipendenti dell'emisfero occidentale in quella che divenne l'Unione Pan-Americana.

## 1893-1914
Prima del 1892 i diplomatici di più alto grado dagli Stati Uniti in altri Paesi e da questi ultimi inviati negli Stati Uniti erano chiamati "ministri". Nel 1892, quattro tra i più importanti Paesi europei (Gran Bretagna, Francia, Germania e Italia) alzarono il titolo del capo delegazione negli Stati Uniti al rango di "ambasciatore" e gli Stati Uniti fecero altrettanto nel 1893.
Nei primi mesi del 1893 la comunità dei commercianti del Regno delle Hawaii depose la regina e cercò l'annessione da parte del presidente Harrison, il quale avanzò la proposta al Senato per l'approvazione. Però, il neoeletto presidente, Cleveland ritirò la proposta di annessione. Ciononostante i rivoluzionari nelle Hawaii formarono una Repubblica indipendente delle Hawaii. Questa, si unì sua sponte agli Stati Uniti come parte del suo territorio del 1898 e fu concessa ai suoi residenti la piena cittadinanza americana. Divenne, così, il cinquantesimo stato nel 1959.
Alla fine del XIX secolo, gli Stati Uniti iniziarono ad investire in una nuova tecnologia navale che includeva navi da guerra a vapore e potenti armamenti e ponti in acciaio.

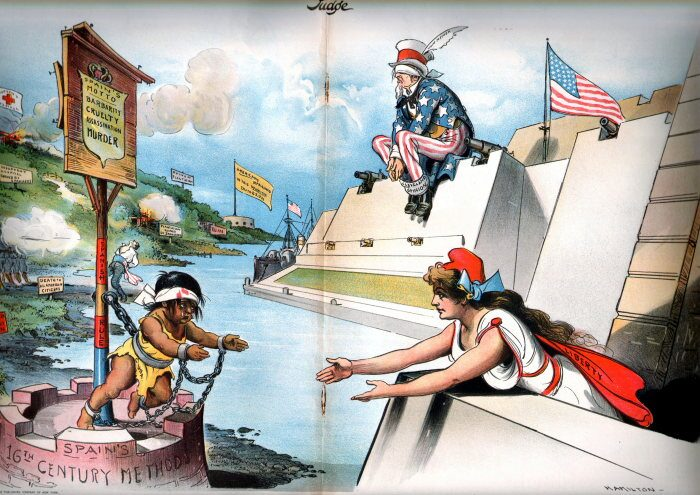
Vignetta di una rivista che simboleggia l'intervento a Cuba. Columbia (gli americani) allunga le braccia per aiutare l'oppressa Cuba mentre lo Zio Sam (il governo americano) è cieco nei confronti della crisi e non userà le sue potenti pistole per intervenire in aiuto. Judge magazine, February 6, 1897.

Nel corso della metà degli anni '90 dell'800 l'opinione pubblica americana denunciò la repressione spagnola del movimento per l'indipendenza cubana come brutale e inaccettabile. Gli Stati Uniti aumentarono la pressione ma rimasero insoddisfatti delle risposte spagnole. Quando una nave da guerra americana per ragioni non ben definite, esplose nel porto delL'Avana, a Cuba, il 15 febbraio 1898, la questione assunse una dimensione irrefrenabile e McKinley non poté opporsi alle continue richieste per un'azione immediata. La maggior parte dei democratici e molti repubblicani chiedevano una guerra per liberare Cuba. Quasi simultaneamente i due Paesi dichiararono guerra. (ogni altro paese rimase neutrale). Gli Stati Uniti vinsero senza problemi la sproporzionata guerra ispano-americana, con una durata di quattro mesi, da aprile a luglio circa. Grazie al trattato di Parigi, gli Stati Uniti subentrarono negli Stati che erano i territori rimanenti di quello che un tempo era l'Impero spagnolo, specialmente a Cuba, Porto Rico, nelle Filippine e a Guam. Questo segnò la transizione dell'America da una potenza regionale ad una potenza mondiale. A Cuba fu concessa l'indipendenza sotto la supervisione americana. Comunque la condizione permanente delle Filippine risultò essere una tematica politica dibattuta. I democratici, guidati sa William Jennings Bryan, avevano tenacemente sostenuto la guerra ma non si opposero altrettanto tenacemente all'annessione. McKinley fu rieletto e fu attuata l'annessione.
La marina militare americana si affermò come la più importante potenza navale grazie ai programmi di modernizzazione iniziati già a partire dagli anni '80 dell'800 e fece sue le teorie del potere del mare del capitano Alfred Thayer Mahan. L'esercito rimase contenuto ma fu riorganizzato durante l'amministrazione Roosevelt secondo modelli più moderni e non concentrandosi più su sparpagliate fortificazioni ad ovest. La guerra filippino-americana fu una breve operazione atta a sopprimere i rivoltosi locali e ad assicurare agli Stati Uniti il controllo delle isole; comunque, a partire dal 1907 l'interesse nei confronti delle Filippine come porta sull'Asia svanì a favore, invece, del canale di Panama e la politica estera americana si concentrò sui Caraibi. Il corollario Roosevelt del 1904 alla dottrina Monroe, che proclamava il diritto per gli Stati Uniti di intervenire per stabilizzare gli Stati deboli nelle Americhe, indebolì ulteriormente l'influenza europea nell'America Latina e stabilizzò ulteriormente l'egemonia regionale statunitense.
Lo scoppio della Rivoluzione messicana nel 1910 pose fine al mezzo secolo privo di conflitti confinari e portò al crescere delle tensioni dal momento che i rivoluzionari minacciavano gli interessi del commercio americano e centinaia di migliaia di rifugiati fuggirono a nord. Il presidente Woodrow Wilson cercò di impiegare l'intervento militare per stabilizzare il Messico ma questo tentativo fallì. Nel 1917, dopo che il Messico rifiutò l'invito da parte della Germania tramite il telegramma Zimmermann di unirsi alla guerra contro gli Stati Uniti, le relazioni si stabilizzarono e non ci furono altri interventi in Messico. Gli interventi militari ci furono invece in altri piccoli paesi come il Nicaragua, ma furono conclusi dalla politica del buon vicinato annunciata dal presidente Franklin D. Roosevelt nel 1933 che consentiva agli Stati Uniti il riconoscimento e l'amicizia con le dittature.

## Prima guerra mondiale: 1914–19

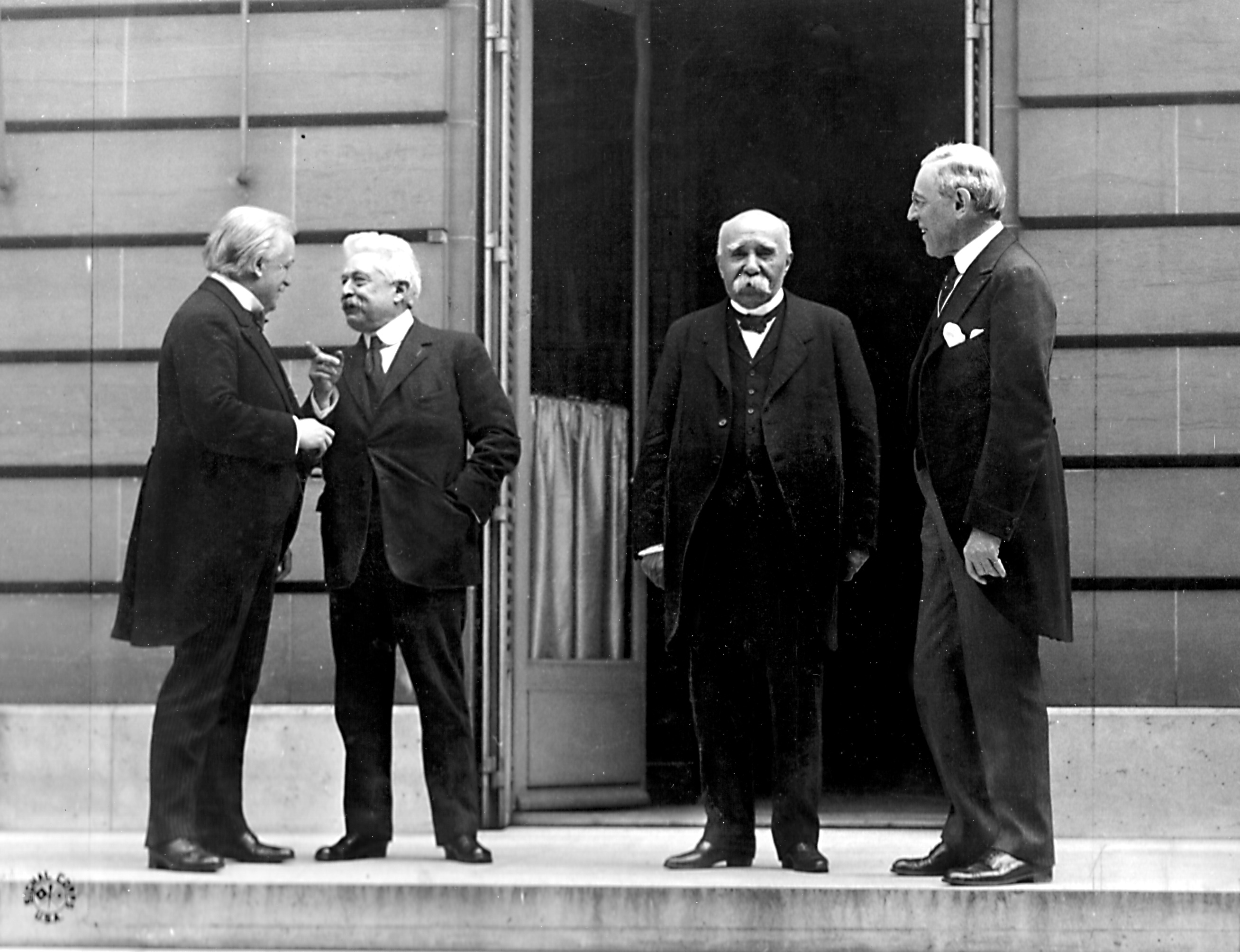
Il primo ministro britannico Lloyd George, l'italiano Vittorio Emanuele Orlando, il francese Georges Clemenceau, e lo statunitense Woodrow Wilson al trattato di Versailles del 1919. L'accordo fallì nel non mantenere una pace duratura, conseguenza anche delle dure misure prese contro la Germania.

La politica estera americana fu largamente determinata da Woodrow Wilson, che mostrò già interesse negli affari esteri prima di insediarsi alla Casa Bianca nel 1913. Il suo capo consigliere non era il segretario di Stato, ma il "colonnello" Edward House, inviato di missioni di alto livello. Con lo scoppio della guerra nel 1914, gli Stati Uniti si dichiararono neutrali e lavorarono per mediare una pace. Insistettero però sui loro diritti di Paese neutrale, quali la permissione alle società di commerciare e prestare soldi ad ambo le parti. Con l'embargo britannico, non ci furono quasi più rapporti con la Germania, ma solo on gli Alleati. Il presidente Wilson denunciò veementemente le violazioni tedesche della neutralità americana, che includeva la perdita di vite umane, il più famoso caso è quello dell'attacco del torpediniere RMS Lusitania nel 1915 che uccise 128 americani civili, ma che avrebbe dovuto trasportare munizioni militari. La Germania promise ripetutamente di fermare gli attacchi dei suoi U-boats, ma dall'altra parte nel primo 1917 cambiò direzione, vedendo l'opportunità di sopprimere la Gran Bretagna tramite il suo apparato sottomarino. A seguito delle navi mercantili americane abbattute, Wilson chiese e ottenne nell'aprile del 1917 una dichiarazione di guerra. Durante la guerra gli USA non erano ufficialmente legati agli alleati tramite trattato, ma la cooperazione militare divenne significativa nella metà del 1918. Dopo il fallimento dell'offensiva primaverile tedesca, nuove truppe americane arrivarono in Francia con il ritmo di 10 000 al giorno, i tedeschi, senza speranza, si arresero. Seguendo i Quattordici Punti di Wilson nel gennaio 1918, gli USA avevano ora iniziativa sul piano militare, diplomatico e di pubbliche relazioni.
Alla conferenza di pace di Versailles, Wilson provò con rinnovato successo a ribadire i suoi Quattordici Punti. Fu obbligato ad accettare le richieste degli inglesi, francesi e italiani per rimborsi finanziari: la Germania avrebbe dovuto pagare delle riparazioni che ammontavano al costo totale della guerra contro gli Alleati e, in maniera umiliante, ammettere la colpevolezza della guerra. Furono misure umilianti per la Germania, che gli studiosi hanno poi giudicato inique e dannose. Wilson però riuscì a raggiungere il suo obiettivo, una Società delle Nazioni che avrebbe risolto, si auspicava, futuri conflitti prima che causassero una guerra su larga scala. Ad ogni modo, Wilson rifiutò di consultarsi con i repubblicani, che ottennero il controllo del Congresso dopo le elezioni del 1918 e chiesero una revisione per la protezione del diritto del Congresso di dichiarare guerra. Con i 2/3 dei voti necessari, il Senato non ratificò né il trattato originario o la versione repubblicana, così gli USA non si unirono mai alla Società delle Nazioni; gli Stati Uniti fecero invece delle paci separate tramite trattato con le diverse nazioni europee. D'altra parte, l'idealismo di Wilson e il richiamo all'autodeterminazione dei popoli, ebbe un effetto globale sui nazionalismi, mentre in America la sua visione idealistica "wilsoniana" di diffusione della democrazia e della pace sotto l'egida americana ebbe un profondo impatto sulla politica estera americana da quel momento in poi. In sostanza, la visione wilsoniana venne utilizzata anche dopo la guerra successiva.

## Seconda guerra mondiale: 1941–45

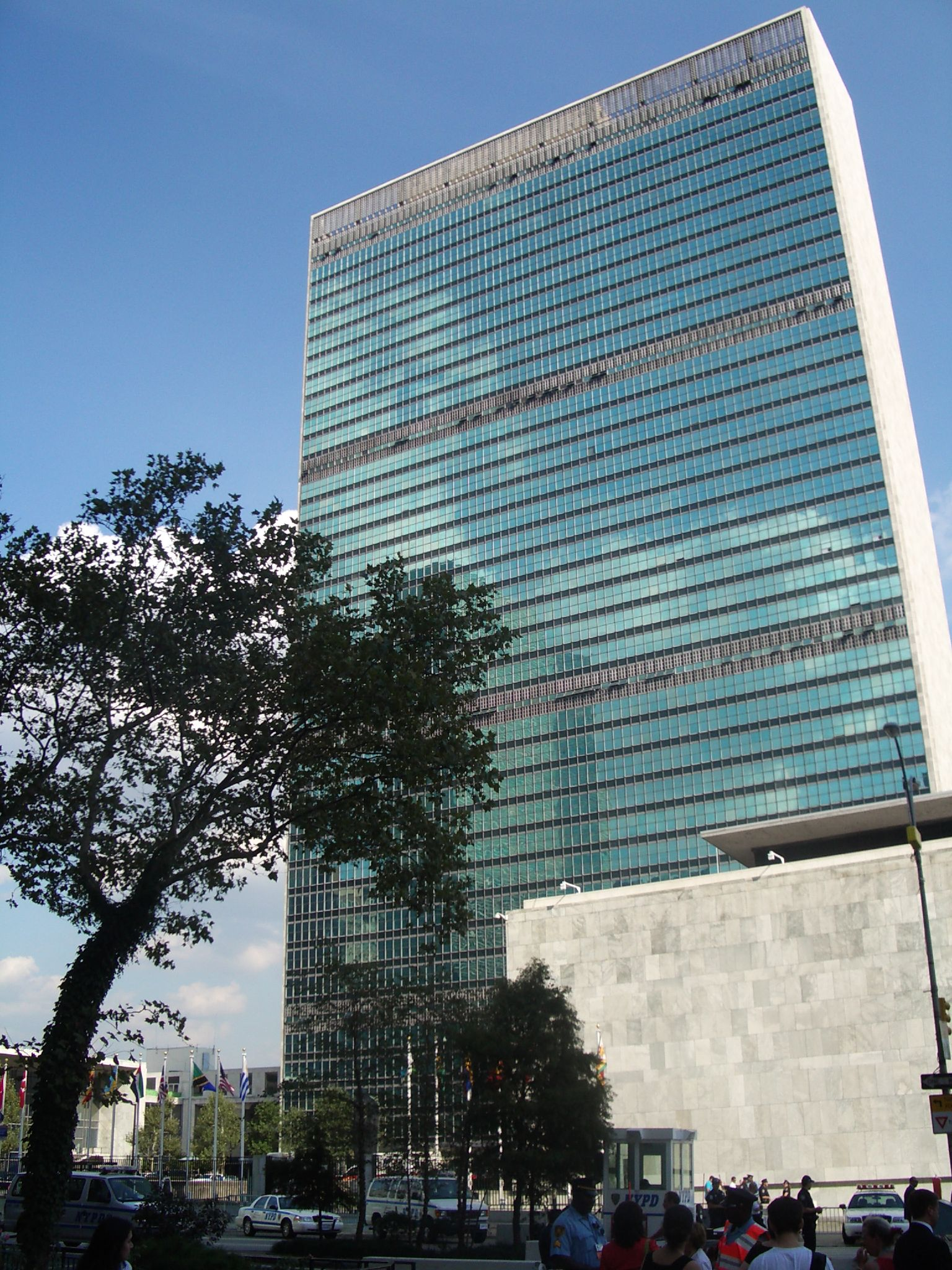
Dopo la seconda guerra mondiale, i Rockefellers donarono l'attuale sede a New York delle Nazioni Unite come base centrale.

Lo stesso schema della prima guerra mondiale si ripeté con la seconda: le potenze europee in lotta, blocchi contrapposti, una neutralità ufficiale statunitense, questa volta del presidente Roosevelt che cercava di evitare gli errori dell'amministrazione Wilson. Le politiche americane favorivano sostanzialmente la Gran Bretagna e i suoi alleati, e d'un tratto gli statunitensi si trovarono invischiati nel conflitto. Diversamente dai prestiti della prima guerra mondiale, gli Stati Uniti diedero aiuti su larga scala agli alleati, sia sul piano economico che militare, tramite dei Lend-Lease. Le industrie si espansero velocemente nella produzione di materiale bellico. Gli Stati Uniti entrarono ufficialmente in guerra contro la Germania, il Giappone e l'Italia nel dicembre del 1941, a seguito dell'attacco a sorpresa di Pearl Harbor ad opera dei giapponesi. Questa volta gli USA furono parte integrante degli Alleati durante la seconda guerra mondiale, non solo "associati" come nella prima. Durante la guerra, gli USA condussero operazioni sia sul fronte pacifico sia su quello atlantico. Dopo la guerra e la devastazione dei suoi rivali europei e asiatici, gli Stati Uniti si trovarono in una posizione di supremazia vista l'integrità del suo apparato industriale nazionale. D'altra parte però incontrò un diretto competitore con un crescente potere, l'Unione Sovietica. A seguito della campagna europea, gli statunitensi attivarono il Piano Marshall, che concesse ai suoi alleati europei 13 miliardi di dollari come aiuto alla ricostruzione. Dopo il 1945, lo schema isolazionista che aveva caratterizzato il periodo tra le due guerre poteva dirsi pienamente abbandonato.
Gli Stati Uniti furono uno dei più grandi sostenitori delle Nazioni Unite nel 1945, presentando un meeting di cinquanta nazioni a San Francisco. Evitando i rancorosi dibattiti del 1919, dove non era presente il veto, gli USA e l'URSS, così come la Gran Bretagna, la Francia e la Cina, diventarono membri permanenti del Consiglio di Sicurezza, con potere di veto. L'idea delle UN aveva lo scopo di promuovere la pace mondiale attraverso un consenso tra le nazioni, con i soli boicottaggi, sanzioni e persino l'esercizio del potere militare, in mano al Consiglio di Sicurezza. Questi dipendeva dai fondi dati dai membri dei governi nazionali e di conseguenza aveva difficoltà a trovare stanziamenti. Nel 2009, 5 miliardi di dollari furono stanziati usando una formula basata sul PIL; i contributi degli USA sono stati del 20% sul totale nel 2009. Ad ogni modo, la visione di pace delle Nazioni Unite venne presto compromessa dal ribilanciamento e lo sviluppo dell'arma atomica delle più grandi potenze.

## La guerra fredda: 1947–91

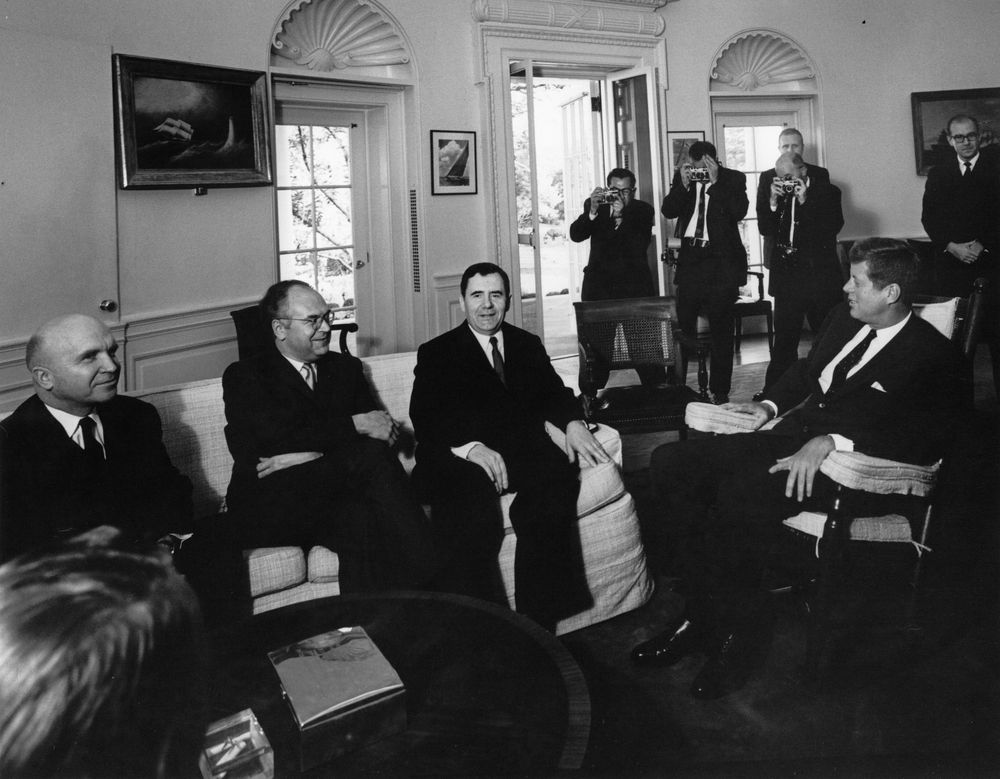
Il presidente Kennedy all'incontro col ministro degli esteri sovietico Andrej Gromyko nel 1962. Kennedy speva dei missili sovietici a Cuba ma non lo rivelò al tempo. La crisi dei missili di Cuba avvicinò il mondo a una terza guerra mondiale, ma fortunatamente fu prevenuta da menti da un agire lucido.

Dai tardi anni '40 fino al 1991, gli affari mondiali erano dominati dalla guerra fredda, in cui USA e i suoi alleati si trovavano URSS e gli Stati nella sua orbita. Non ci fu mai un combattimento su larga scala, ma invece numerose guerre regionali così come una costante minaccia di una catastrofe dovuta all'uso dell'arma atomica. Gli statunitensi cercarono prontamente i loro alleati, supportandoli militarmente ed economicamente, così come dal punto di vista diplomatico. La quasi totalità delle nazioni si allineò col campo occidentale o orientale, ma dopo il 1960 i sovietici ruppero i rapporti con la Cina e tutto il movimento comunista mondiale si divise. Alcuni Paesi come l'India e la Jugoslavia, cercarono di essere neutrali. Rifiutando il contenimento dei comunisti con la forza per il rischio di una guerra nucleare, Washington sviluppò una nuova strategia del contenimento da contrapporre al comunismo. La politica del contenimento venne sviluppata dal diplomatico statunitense George Kennan nel 1947. Kennan criticò l'URSS come una potenza aggressiva ed anti-occidentale che necessitava di essere contenuta, una visione che influenzò notevolmente la politica estera statunitense nei decenni successivi. L'idea del contenimento era di rispondere alle aggressioni sovietiche non usando armi nucleari. Tale strategia creò un mondo bipolare, a somma zero, dove i conflitti ideologici fra USA e URSS dominavano la geopolitica. A seguito dell'antagonismo fra i due schieramenti, ed la ricerca di sicurezza di ogni stato, si sviluppò un teso contesto mondiale in cui vi erano due Stati che gareggiavano per la supremazia militare, culturale e di influenza.
La guerra fredda si caratterizzò per la mancanza di guerre globali, ma per la persistenza di "proxy wars", spesso combattute fra due Stati satellite e Stati fantoccio di USA e URSS. Gli statunitensi intervennero anche negli affari degli altri Paesi tramite molte operazioni segrete.
Durante la guerra fredda, gli obiettivi di politica estera americana, cercando di limitare la sfera di influenza sovietica, furono l'intromissione nella guerra di Corea, il cambio di regime in Iran, la guerra del Vietnam, la guerra dei sei giorni e quella dello Yom Kippur in Medio Oriente, più tardi l'aiuto alle forze anti sovietiche dei mujaheddin in Afghanistan (operazione Cyclone). Le iniziative diplomatiche includevano lo stabilirsi del Trattato sull'Organizzazione del Nord Atlantico (NATO), l'apertura alla Repubblica Popolare di Cina e la distensione. Ci furono molti successi in questo periodo, così come molti fallimenti. Negli anni '80, sotto l'egida del programma di spesa militare guidato dal presidente Reagan, così come il dialogo fra lo stesso e il leader sovietico Michail Gorbačëv, questi eventi portarono come risultato a una disintegrazione dell'Unione Sovietica sotto l'intelligente politica sovietica della glasnost'.
Al tempo del collasso dell'Unione Sovietica nel 1991, gli US avevano interessi economici e militari in ogni regione del globo. Nel marzo del 1992, il New York Times ricevette in forma anonima parte dei documenti ufficiali del "Defense Policy Guidance", documento preparato dalle due principali autorità del Dipartimento della difesa degli Stati Uniti, Paul Wolfowitz e Irve Lewis Libby. Il documento politico svelò il quadro post-guerra fredda attraverso il quale la politica estera degli Stati Uniti d'ora in poi sarebbe stata guidata.

## Il dopo guerra fredda: 1992–presente
Con la disgregazione dell'Unione Sovietica in Paesi separati e il riemergere dello Stato russo, il mondo fatto da alleanze filo-americane e filo-sovietiche finì. Si presentarono però diverse sfide, come il cambiamento climatico oppure parimenti il terrorismo nucleare. Ci furono però anche conflitti regionali e vari dittatori, così come Saddam Hussein in Iraq, dove sfidò la pace con un attacco a sorpresa al Kuwait nel 1990. Il presidente George H. W. Bush organizzò una coalizione di alleanze e le potenze mediorientali, che respinse l'invasione, ma si fermò prima di un'occupazione del territorio iracheno e della cattura di Hussein; come risultato, il dittatore fu libero di regnare non controllato per un'altra decina di anni (2003). Dopo la guerra del Golfo, molti studiosi come Zbigniew Brzezinski, asserirono che la mancanza di una nuova visione strategica riguardante la politica estera da parte degli USA era palese vedendo le plurime opportunità mancate di politica estera. Durante gli anni '90, gli Stati Uniti per lo più diminuirono gli investimenti in politica estera, dove prima vi era un investimento durante la guerra fredda del 6,5% del PIL, a favore, sotto l'amministrazione Clinton, di una più prospera economia nazionale, che avvenne con successo con i surplus di budget degli anni 1999 e 2000. Gli Stati Uniti si qualificarono anche come portatori di pace in aree di conflitto etnico come l'ex Jugoslavia attraverso la cooperazione con le NU.
Il decennio di prosperità economica finì con gli attacchi dell'11 settembre 2001 al World Trade Center a New York City ed al Pentagono a Washington. L'attacco a sorpresa era dovuto ai militanti ai Al-Qaeda, causando un lutto nazionale e un cambio di paradigma della politica estera americana. Il focus della prosperità nazionale negli anni '90 lasciava spazio a un'azione unilaterale, sotto il presidente George W. Bush, di combattimento verso quello che si era visto un crescente movimento di fondamentalismo islamico in Medio Oriente. Gli Stati Uniti dichiararono guerra al terrorismo. Questa politica dominò la politica estera degli Stati Uniti degli ultimi dieci anni quando la nazione ha intrapreso due campagne militari in Medio Oriente, in Afghanistan e in Iraq. Sebbene entrambe le campagne abbiano attirato il sostegno internazionale, in particolare i combattimenti in Afghanistan, la portata e la durata della guerra attenuarono le motivazioni degli alleati americani. Inoltre, quando non furono trovate armi di distruzione di massa dopo una conquista militare dell'Iraq, ci fu uno scetticismo mondiale sul fatto che la guerra fosse stata combattuta per prevenire il terrorismo, e la guerra in Iraq ebbe gravi conseguenze negative sulle relazioni pubbliche e l'immagine degli Stati Uniti. La "Dottrina Bush" spostò la politica diplomatica e di sicurezza verso la massimizzazione della diffusione delle istituzioni politiche liberali e dei valori democratici. La politica è stata chiamata "realismo democratico", "liberalismo della sicurezza nazionale", "globalismo democratico" o "universalismo messianico". La politica ha contribuito a ispirare sconvolgimenti democratici in Medio Oriente.

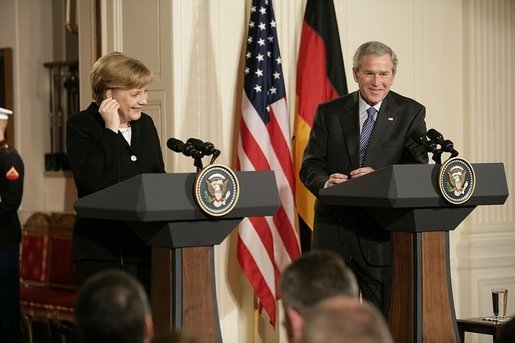
La cancelliera tedesca Angela Merkel e il presidente americano George W. Bush

In tutto il mondo c'è stata una transizione da un mondo bipolare a un mondo multipolare. Mentre gli Stati Uniti mantengono un forte potere economico e militare, nazioni emergenti come Cina, India, Brasile e Russia hanno sfidato il suo dominio. Analisti di politica estera come Nina Harchigian suggeriscono che le sei grandi potenze emergenti condividono preoccupazioni comuni: il libero commercio, la crescita economica, la prevenzione del terrorismo, gli sforzi per ostacolare la proliferazione nucleare. E se possono evitare la guerra, i prossimi decenni possono essere pacifici e produttivi purché non ci siano equivoci o rivalità pericolose.
Nella sua prima intervista ufficiale alla televisione come presidente, Barack Obama si è rivolto al mondo musulmano attraverso una rete televisiva satellitare in lingua araba ed ha espresso l'impegno a riparare i rapporti che si erano deteriorati sotto la precedente amministrazione. Ancora sotto l'amministrazione Obama, la politica estera americana ha continuato a irritare il mondo musulmano, incluso uno dei suoi principali alleati, il Pakistan.
Ma restano gravi problemi per gli Stati Uniti. Il Medio Oriente continua a essere scosso dall'odio religioso e il risentimento arabo verso Israele. La posizione degli Stati Uniti è che il pericolo di proliferazione nucleare è più evidente con nazioni come l'Iran e la Corea del Nord che si oppongono apertamente alla comunità internazionale insistendo sulla costruzione di armi nucleari. Questioni importanti come i cambiamenti climatici, che richiedono a molti governi di lavorare insieme in soluzioni a volte difficili, presentano difficili sfide diplomatiche.
Una panoramica delle recenti riflessioni all'interno del Dipartimento di Stato è stata fornita nel novembre 2010 e nei mesi successivi attraverso il rilascio di documentazioni diplomatiche degli Stati Uniti di WikiLeaks.

## Ulteriori approfondimenti
- Storia degli Stati Uniti d'America

### Studi
- Ambrose, Stephen E., and Douglas G. Brinkley, Rise to Globalism: American Foreign Policy Since 1938, 9th ed. (2012)
- Bailey, Thomas A. Diplomatic History of the American People (1969), standard older textbook online
- Beisner, Robert L. ed, American Foreign Relations since 1600: A Guide to the Literature (2003), 2 vol. 16,300 annotated entries evaluate every major book and scholarly article.
- Bemis, Samuel Flagg. A diplomatic history of the United States (5th ed. 1965) 1062 pp.
- Blume, Kenneth J., The A to Z of U.S. Diplomacy from the Civil War to World War I, Scarecrow Press, 2010.
- Brune, Lester H. Chronological History of U.S. Foreign Relations (2003), 1400 pp.
- Burns, Richard Dean, ed. Guide to American Foreign Relations since 1700 (1983) highly detailed annotated bibliography
- The New Cambridge History of American Foreign Relations (4 vol 2013) online
  - The Cambridge History of American Foreign Relations (4 vol. 1993); online
- DeConde, Alexander, Richard Dean Burns, Fredrik Logevall, and Louise B. Ketz, eds. Encyclopedia of American Foreign Policy 3 vol (2001), 2200 pp. 120 long articles by specialists.
- DeConde, Alexander. A History of American Foreign Policy (1963) online at Questia Archiviato il 4 giugno 2011 in Internet Archive.
- Findling, John E. ed. Dictionary of American Diplomatic History 2nd ed. 1989. 700 pp. 1200 short articles. online copy
- Flanders, Stephen A, and Carl N. Flanders. Dictionary of American Foreign Affairs (1993) 835 pp. short articles
- Herring, George C. From Colony to Superpower: U.S. Foreign Relations Since 1776 (Oxford History of the United States) (2008), 1056pp; a scholarly survey
  - Herring, George C. Years of Peril and Ambition: U.S. Foreign Relations, 1776–1921 (2nd ed. part 1, 2017. 458 pp.
  - Herring, George C. The American Century & Beyond: U.S. Foreign Relations, 1893–2014 (2nd ed. part 2, 2017), xiv, 748 pp. Updates the 2008 edition with new last chapter on 2001-14..
- Jentleson, B.W. and Thomas G. Paterson, eds. Encyclopaedia of U.S. Foreign Relations, (4 vols., 1997)
- Lafeber, Walter. The American Age: United States Foreign Policy at Home and Abroad, 1750 to Present (2nd ed 1994) New Left textbook; 884 pp. online edition Archiviato il 4 giugno 2011 in Internet Archive.
- Paterson, Thomas G. et al. American Foreign Relations (7th ed. 2 vol. 2009), recent university textbook
- Williams, William Appleman. The tragedy of American diplomacy (1959), highly influential criticism from the Left

### Storiografia
- Brauer, Kinley. "The Need for a Synthesis of American Foreign Relations, 1815-1861" Journal of the Early Republic 14#4 (1994), pp. 467–76 in JSTOR
- Combs, Jerald A. American diplomatic history: two centuries of changing interpretations (U of California Press, 19830. online free
- Crapol, Edward P. "Coming to Terms with Empire: The Historiography of Late-Nineteenth-Century American Foreign Relations." Diplomatic History 16.4 (1992): 573–98.
- Crapol, Edward P. "Some Reflections on the Historiography of the Cold War,"History Teacher 20#2 (1987), pp. 251–62 in JSTOR
- Dunne, Michael. "Exceptionalism of a kind: the political historiography of US foreign relations." International Affairs (2011) 87#1 pp: 153–71.
- Fry, Joseph A. "From Open Door to World Systems: Economic Interpretations of Late Nineteenth Century American Foreign Relations," Pacific Historical Review (1996) 65#2 pp. 277–303 in JSTOR
- Gaddis, John Lewis. "New conceptual approaches to the study of American Foreign Relations: interdisciplinary perspectives." Diplomatic History (1990) 14#3 p.: 405–24.
- Hogan, Michael J. America in the World: The Historiography of US Foreign Relations since 1941 (1996), scholarly articles reprinted from the journal Diplomatic History
- Hogan, Michael J. ed. Paths to Power: The Historiography of American Foreign Relations to 1941 (2000) essays on main topics
- Hogan, Michael J. and Thomas G. Paterson, eds. Explaining the History of American Foreign Relations (1991) essays on historiography
- Makdisi, Ussama. "After Said: The Limits and Possibilities of a Critical Scholarship of US-Arab Relations." Diplomatic History (2014) 38#3 pp. 657–84.
- Pederson, William D. ed. A Companion to Franklin D. Roosevelt (2011) online pp. 480–689, covers historiography of American diplomacy worldwide in WW2
- Schulzinger, Robert. A Companion to American Foreign Relations (Wiley Blackwell Companions to American History) (2006). 26 essays by scholars; emphasis on historiography
- Sexton, Jay. "Toward a synthesis of foreign relations in the Civil War era, 1848–77." American Nineteenth Century History 5.3 (2004): 50–73.
- Thomas W. Zeiler, The Diplomatic History Bandwagon: A State of the Field, in Journal of American History, vol. 95, n. 4, 2009,  pp. 1053-73, DOI:10.2307/27694560. in JSTOR
- Zeiler, Thomas W. ed. American Foreign Relations since 1600: A Guide to the Literature (2007), online

### Fonti primarie
- Engel, Jeffrey A. et al. eds. America in the World: A History in Documents from the War with Spain to the War on Terror (2014) 416 pp. with 200 primary sources, 1890s–2013

### Gran Bretagna
- Allen; H. C. Great Britain and the United States: A History of Anglo-American Relations, 1783–1952 (1954)
- Bartlett, Christopher John. The Special Relationship: A Political History of Anglo-American Relations Since 1945 (1992)
- Burt, Alfred L. The United States, Great Britain, and British North America from the Revolution to the Establishment of Peace after the War of 1812. (1940), detailed history by Canadian scholar; online Archiviato il 26 luglio 2012 in Internet Archive.
- Crawford, Martin. The Anglo-American Crisis of the Mid-Nineteenth Century: The Times and America, 1850–1862 (1987)
- Dobson, Alan P. Anglo-American Relations in the Twentieth Century (1995)
- Dumbrell, John. A special relationship: Anglo-American relations from the cold war to Iraq (2006)
- Ellis, Sylvia. Historical Dictionary of Anglo-American Relations (2009) and text search
- Foreman, Amanda. A World on Fire: Britain’s Crucial Role in the American Civil War (Random House, 2011), 958 pp.
  - Geoffrey Wheatcroft, "How the British Nearly Supported the Confederacy," New York Times Sunday Book Review June 30, 2011 online
- Hollowell; Jonathan. Twentieth-Century Anglo-American Relations (2001)
- Hitchens, Christopher. Blood, Class and Empire: The Enduring Anglo-American Relationship (2004)
- Louis, William Roger; Imperialism at Bay: The United States and the Decolonization of the British Empire, 1941–1945 (1978)
- Louis, William Roger, and Hedley Bull. The "Special Relationship": Anglo-American Relations since 1945 (1987)
- Loewenheim, Francis L. et al. eds. Roosevelt and Churchill, their secret wartime correspondence (1975), primary sources
- Perkins; Bradford. The First Rapprochement: England and the United States, 1795–1805 (1955)
- Perkins, Bradford. Prologue to war: England and the United States, 1805–1812 (1961) full text online
- Reynolds, David. From World War to Cold War: Churchill, Roosevelt, and the International History of the 1940s (2007) excerpt and text search
- Rofe, J. Simon and Alison R. Holmes, eds. The Embassy in Grosvenor Square: American Ambassadors to the United Kingdom, 1938–2008 (2012), essays by scholars how the ambassadors promoted a special relationship
- Woods, Randall Bennett. Changing of the Guard: Anglo-American Relations, 1941–1946 (1990)

### Francia
- Berthon, Simon. Allies at War: The Bitter Rivalry among Churchill, Roosevelt, and de Gaulle. (2001). 356 pp.
- Blumenthal, Henry. France and the United States; Their Diplomatic Relation, 1789–1914 (1970).
- Blumenthal, Henry. A Reappraisal of Franco-American Relations, 1830–1871 (1959).
- Costigliola, Frank. France and the United States: the cold alliance since World War II (1992), Scholarly history.
- Hill, Peter P. Napoleon's Troublesome Americans: Franco-American Relations, 1804–1815 (2005).
- Hoffman, Ronald and Peter J. Albert, eds. Diplomacy and Revolution: The Franco-American Alliance of 1778 (1981), Topical essays by scholars.
- Paxton, Robert O., ed. De Gaulle and the United States (1994)
- Stinchcombe, William C. The American Revolution and the French Alliance (1969)
- Williams, A. France, Britain and the United States in the Twentieth Century 1900–1940: A Reappraisal (Studies in Diplomacy and International Relations) (2014).

### Prima del 1945
- Ambrosius, Lloyd E. Woodrow Wilson and the American Diplomatic Tradition (1987).
- Beale, Howard. Theodore Roosevelt and the Rise of America to World Power (1956).
- Campbell, Charles S. From Revolution to Rapprochement: The United States and Great Britain, 1783–1900 (1974).
- Cogliano, Francis D. Emperor of Liberty: Thomas Jefferson's Foreign Policy (2014)
- Curti, Merle. American Philanthropy Abroad: A History (1963).
- Dallek, Robert. Franklin D. Roosevelt and American Foreign Policy, 1932–1945 (2nd ed. 1995) standard scholarly survey
- Doyle, Don H. The Cause of All Nations: An International History of the American Civil War (2014) Excerpt and text search
- Eckes, Alfred E. Opening America’s Market: U.S. Foreign Trade Policy since 1776 (1995).
- Ekbladh, David. The Great American Mission: Modernization and the Construction of an American World Order (2011)
- Gilderhus, Mark T. The Second Century: U.S. Latin American Relations since 1889 (2000).
- Howland, Charles P. Survey of American Foreign Relations, 1930 (1931) wide-ranging overview late 1920s
- Hyman, Harold Melvin. Heard Round the World; the Impact Abroad of the Civil War. New York: Knopf, 1969.
- Jones, Howard. Blue & Gray Diplomacy: A History of Union and Confederate Foreign Relations (2010) online Archiviato l'11 dicembre 2017 in Internet Archive.
- LaFeber, Walter. The American Search for Opportunity, 1865–1913 Vol. 2 of The Cambridge History of American Foreign Relations. (1993).
- Peraino, Kevin. Lincoln in the World: The Making of a Statesman and the Dawn of American Power (2013). excerpt
- Saul, Norman E. Distant Friends: The United States and Russia, 1763–1867 (1991).
- Sexton, Jay. "Civil War Diplomacy." in by Aaron Sheehan-Dean ed., A Companion to the US Civil War (2014): 741–62.
- Smith, Robert W. Amid a Warring World: American Foreign Relations, 1775–1815 (2012), 220 pp. brief introduction excerpt
- Tucker, Robert W. and David C. Hendrickson. Empire of Liberty: The Statecraft of Thomas Jefferson (1990)

### Guerra Fredda
- Anderson, David L., ed. The Columbia History of the Vietnam War (Columbia University Press, 2013)
- Bacevich, Andrew J., ed. The Long War: A New History of U.S. National Security Policy Since World War II (2007)
- Brands, H. W. The Wages of Globalism: Lyndon Johnson and the Limits of American Power (1997)
- Cohen, Warren I., and Nancy Bernkopf Tucker, eds. Lyndon Johnson Confronts the World: American Foreign Policy 1963–1968 (Cambridge University Press, 1994)
- Colman, Jonathan. The Foreign Policy of Lyndon B. Johnson: The United States and the World, 1963–1969 (Edinburgh University Press, 2010) 231 pp.
- Dobson, Alan P., and Steve Marsh. U.S. Foreign Policy since 1945. 160 pp. (2001) online edition Archiviato il 20 aprile 2010 in Internet Archive.
- Gaddis, John Lewis. Strategies of Containment: A Critical Appraisal of Postwar American National Security Policy (1982) online edition Archiviato il 5 giugno 2011 in Internet Archive.
- Gavin, Francis J. and Mark Atwood Lawrence, eds. Beyond the Cold War: Lyndon Johnson and the New Global Challenges of the 1960s (Oxford University Press, 2014) 301 pp.
- Kolko, Gabriel, Confronting the Third World: United States Foreign Policy, 1945–1980 (1988)
- Leffler, Melvyn P. For the Soul of Mankind: The United States, the Soviet Union, and the Cold War (2007)
- Lewis, Adrian R. The American Culture of War: The History of U.S. Military Force from World War II to Operation Iraqi Freedom (2006)
- Nixon, Richard. RN: the memoirs of Richard Nixon (1983)
- Paterson, Thomas G. Meeting the Communist Threat: Truman to Reagan (1988), by leading liberal historian

### Asia
- Cohen Warren I. America's Response to China: An Interpretative History of Sino-American Relations. (5th ed. 2009)
- Van Sant, John; Mauch, Peter; and Sugita, Yoneyuki, Historical Dictionary of United States-Japanese Relations. (2007) online review

### Dal 1990
- Brands, Hal. From Berlin to Baghdad: America's Search for Purpose in the Post-cold War World (2008), 440 pp.
- Gardner, Lloyd C. The Long Road to Baghdad: A History of U.S. Foreign Policy from the 1970s to the Present (2008) 310 pp.
- Hook, Steven W. and Christopher M. Jones, eds. Routledge Handbook of American Foreign Policy (2011), 480 pp. essays by scholars excerpt
- Inbar, Efraim, and Jonathan Rynhold, eds. US Foreign Policy and Global Standing in the 21st Century: Realities and Perceptions (Routledge, 2016).
- Lansford, Tom. Historical Dictionary of U.S. Diplomacy Since the Cold War (2007)
- Scott, James A. After the End: Making U.S. Foreign Policy in the Post-Cold War World. (1998) 434 pp. online edition